# Vata vas
Vata vas (nemško Attendorf) je naselje v Občini Velikovec v Okraju Velikovec na Koroškem v Avstriji.